# St. Bonifatius (Wichtshausen)

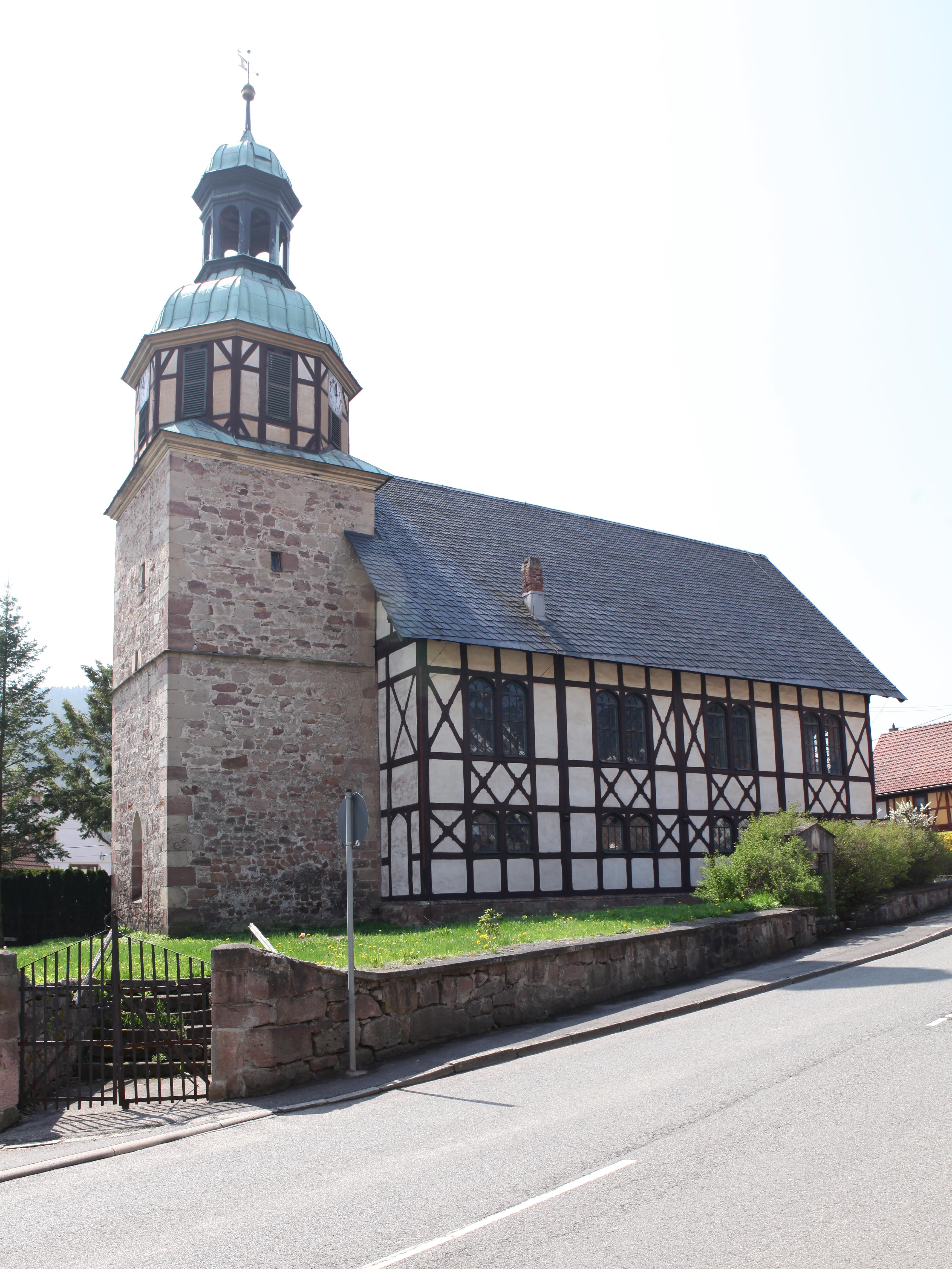
St. Bonifatius

Die evangelisch-lutherische denkmalgeschützte Kirche St. Bonifatius steht in Wichtshausen, einem Ortsteil der kreisfreien Stadt Suhl von Thüringen.
Der Gemeindeteil Wichtshausen gehört zum Pfarrbereich Benshausen im Kirchenkreis Henneberger Land der Evangelischen Kirche in Mitteldeutschland.

## Beschreibung
Eine Saalkirche wurde zwar nach einem Dorfbrand unter Verwendung der erhaltenen Teile des Chorturms 1634 gebaut, die heutige Fachwerkkirche mit zwei übereinanderliegende Reihen von Fenstern und einem schiefergedeckten Satteldach wurde aber erst 1856 errichtet. Nur die zwei steinernen Geschosse des Chorturms blieben erhalten. Er erhielt ein weiteres achtseitiges Geschoss aus Fachwerk, das mit einer Haube bedeckt wurde, die von einer offenen Laterne gekrönt ist. 1965 wurde der Innenraum des Chors umgestaltet. Der zum Dachstuhl halboffene Innenraum des Kirchenschiffs hat eingeschossige Emporen. Zur Kirchenausstattung gehört ein mit Wappen verziertes Taufbecken von 1657.